# أشلي تايلور
أشلي تايلور (بالإنجليزية: Ashley Taylor)‏ هو لاعب دوري الرغبي أسترالي، ولد في 17 مارس 1995 في توومبا في أستراليا.